# Лённ, Виви
Оливия Матильда «Виви» Лённ (фин. Olivia Mathilda «Wivi» Lönn; 20 мая 1872, Онкиниеми, Великое княжество Финляндское — 27 декабря 1966, Хельсинки, Финляндия) — финский архитектор первой половины XX века, первая женщина в истории Финляндии, открывшая собственное архитектурное бюро. Её архитектурное наследие многообразно, значительную его часть составляют проекты образовательных и воспитательных учреждений.

## Биография
Родилась 20 мая 1872 года в местечке Онкиниеми близ Таммерфорса в семье пивовара Вильгельма Лённа. Окончила ремесленное училище в Таммерфорсе и поступила в Гельсингфорское политехническое училище, в котором с 1893 по 1896 годы обучалась на архитектурном отделении. Во время учёбы начала участвовать в архитектурных конкурсах и несколько раз побеждала в них.

## Профессиональный путь
В эволюции Виви Лённ достаточно чётко выделяются три этапа. Первый период, с окончания Политехнического училища по 1911 год, охватывает работу в родном Тампере в архитектурных бюро Тарьянне (фин. Tarjanne) и Нюстрёма (фин. Nyström). В это время она принимала участие в разработке проекта Финского национального театра. В этих бюро с ней вместе работали многие её товарищи по институту, среди них Армас Линдгрен, в сотрудничестве с которым она спроектировала не одно здание. В начале 1900-х годов она открыла собственное бюро, проекты которого побеждали в большинстве объявленных конкурсов в Тампере.
Начало второго периода связано с переездом Виви Лённ в 1911 году в Ювяскюля, где она, под влиянием своего брата, решила поселиться в доме, построенном по собственному проекту. До 1918 года она разработала проекты почти двух десятков жилых и общественных зданий.
Третий период начинается с переезда Виви Лённ в Вантаа (1918) и в Хельсинки (1922). В это время Лённ работает преимущественно над большими заказами, среди которых выделяется разработка генерального плана и проекты многочисленных зданий в Сяюнятсало (под Ювяскюля). В 1930-е годы, когда на смену северному неоклассицизму 1920-х годов приходит функционализм, Виви Лённ отходит от дел.

## Память
В Ювяскюля есть улица, носящая имя Виви Лённ

## Галерея

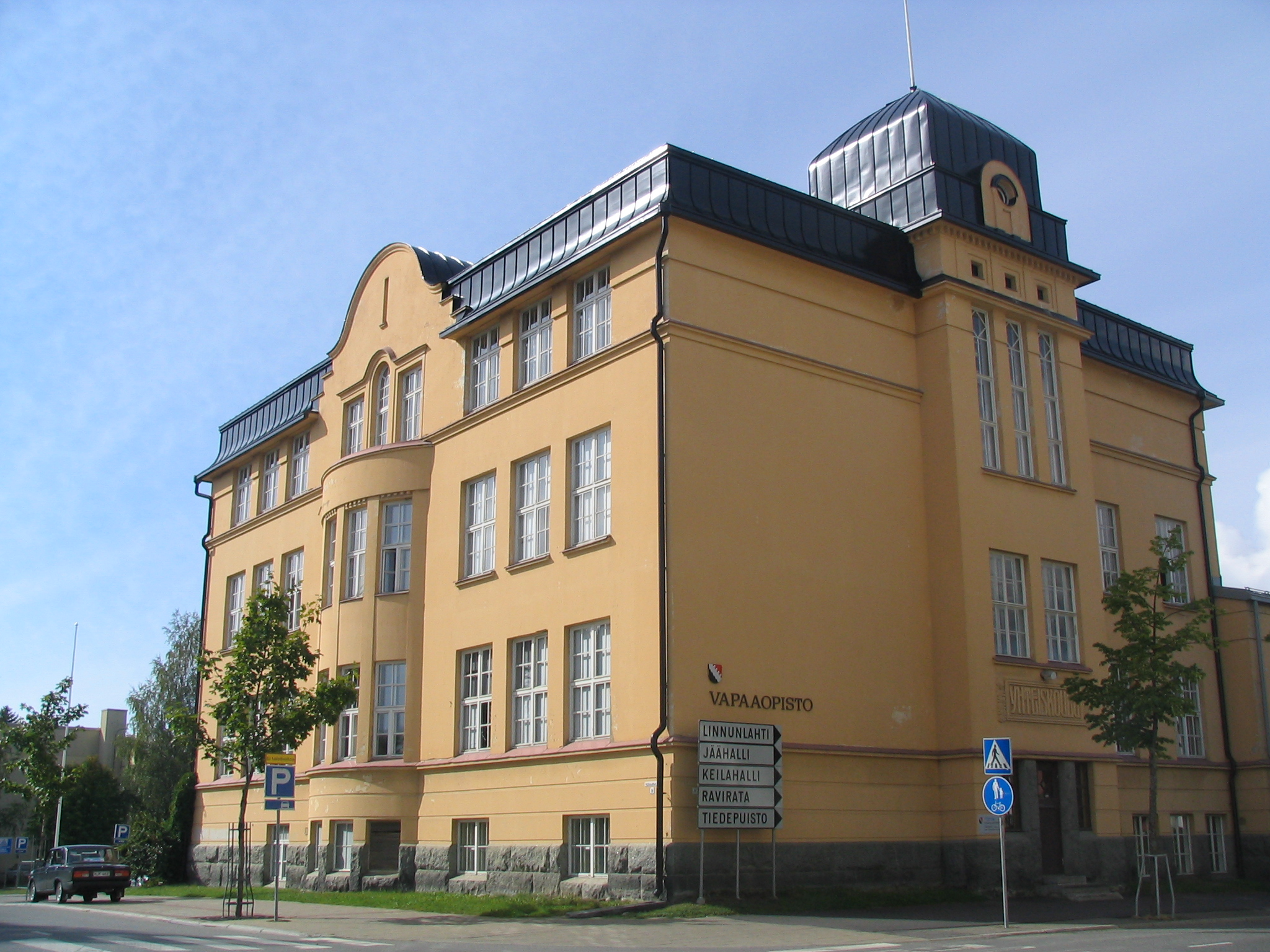
Гимназия Общей школы в Йоэнсуу (фин. Yhteiskoulun lukio, 1912)
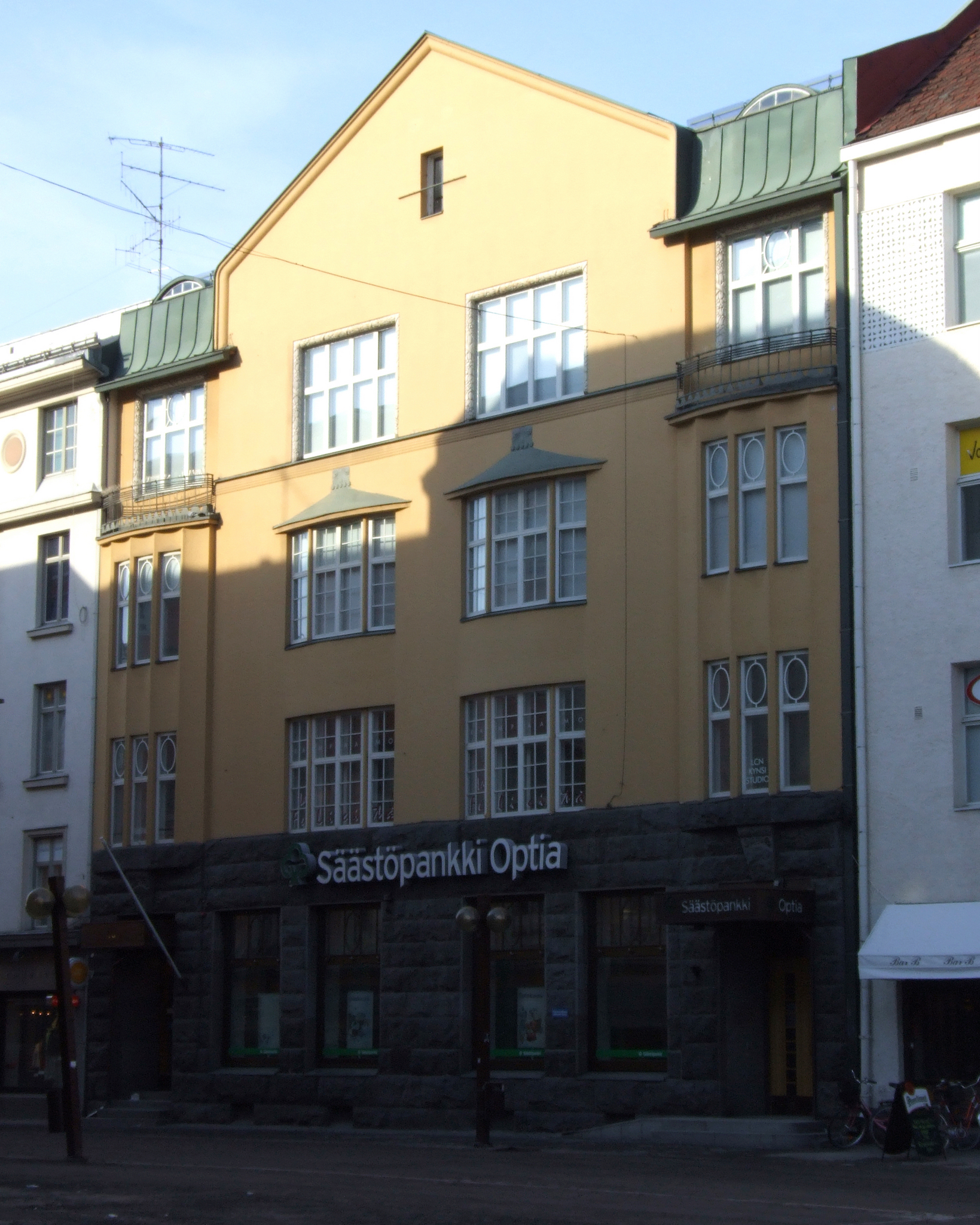
Сберегательный банк Оулу (фин. Oulun Säästöpankki)
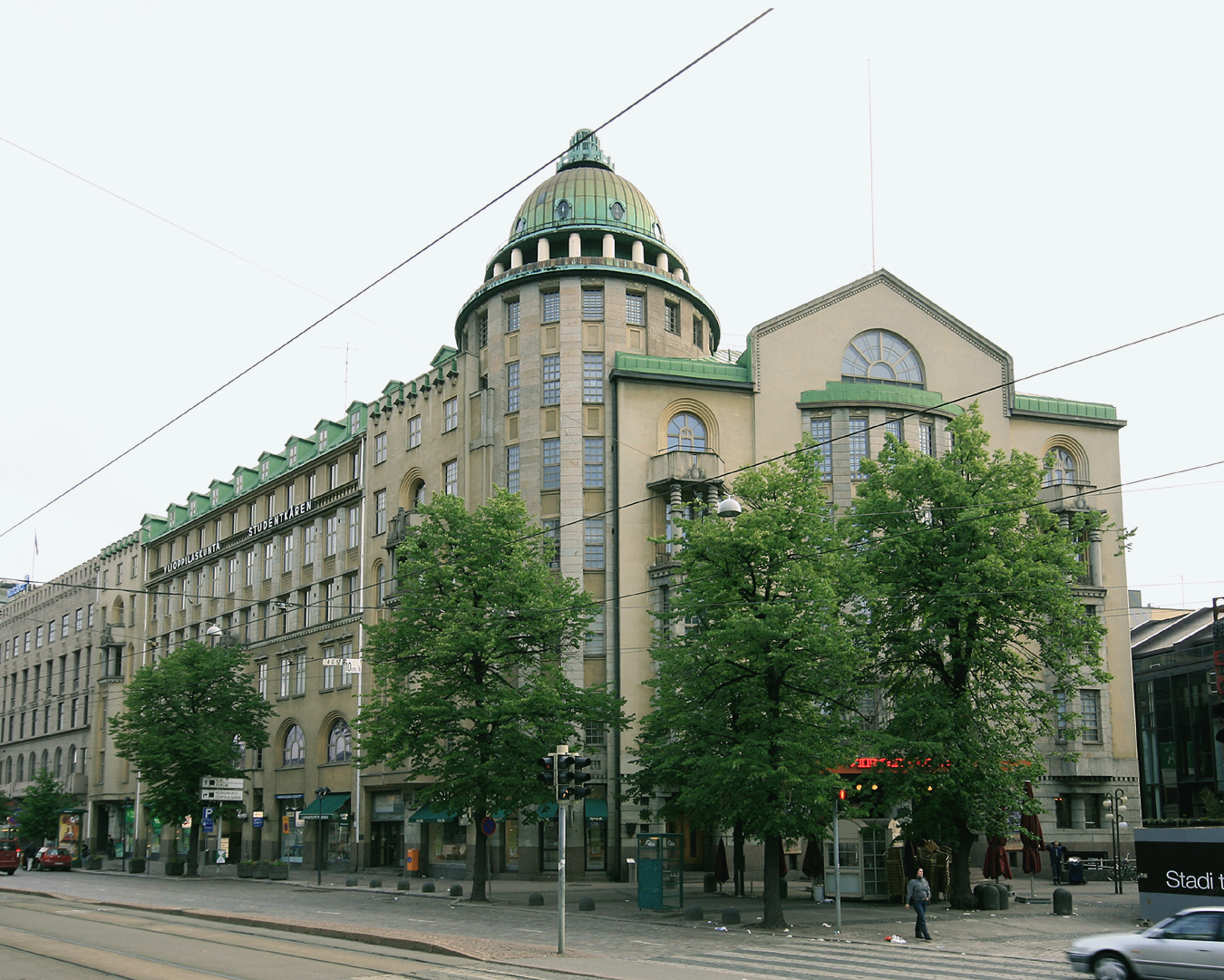
Новое здание Студенческого союза Хельсинки